# Phrynobatrachus perpalmatus
Phrynobatrachus perpalmatus är en groddjursart som beskrevs av George Albert Boulenger 1898. Phrynobatrachus perpalmatus ingår i släktet Phrynobatrachus och familjen Phrynobatrachidae. IUCN kategoriserar arten globalt som livskraftig. Inga underarter finns listade i Catalogue of Life.